# Pablo León
Pablo León – piłkarz paragwajski, napastnik.
Jako piłkarz klubu Club Guaraní wziął udział w turnieju Copa América 1953, gdzie Paragwaj zdobył tytuł mistrza Ameryki Południowej. León zagrał jedynie ostatnie 5 minut meczu z Brazylią i na minutę przed końcem spotkania zdążył zdobyć zwycięską bramkę, która odebrała Brazylii pewne już mistrzostwo Ameryki Południowej.